# 佩氏豬齒魚
佩氏豬齒魚，為輻鰭魚綱鱸形目隆頭魚亞目隆頭魚科的其中一種，分布於西澳大利亞海域，棲息珊瑚礁海域，生活習性不明。

## 擴展閱讀
維基物種上的相關：佩氏豬齒魚